# Cmentarz żydowski w Kryłowie
Cmentarz żydowski w Kryłowie – kirkut społeczności żydowskiej niegdyś zamieszkującej Kryłów. Nie wiadomo kiedy dokładnie powstał, być może było to w XVIII wieku. Znajduje się w północno-wschodniej części miejscowości, przy ul. Nadbużnej. Został zniszczony podczas II wojny światowej. Obecnie zachowało się 17 macew, ostatnie 15 macew przeniesiono na kirkut z terenu Kryłowa przez członków Towarzystwa Przyjaciół Kryłowa i Okolic